# Liste des préfets de la Savoie
La liste des préfets de la Savoie répertorie les préfets du département français de la Savoie depuis sa création, le 15 juin 1860. Le siège de la préfecture se situe à Chambéry.
Depuis le 26 mars 2025, la préfète de la Savoie est Vanina Nicoli.

## Liste des préfets

### Second Empire (1848-1851)
| Période | Période | Identité                           | Fonction précédente      | Observation                                     |
| ------- | ------- | ---------------------------------- | ------------------------ | ----------------------------------------------- |
| 1860    | 1863    | Hippolyte Dieu                     |                          |                                                 |
| 1863    | 1866    | Eugène Jolibois                    |                          |                                                 |
| 1866    | 1870    | Marie-Louis de Lassus Saint-Geniès | Préfet de Seine-et-Marne | Mis à la retraite à compter du 6 septembre 1870 |

### Troisième République (1870-1940)
| Période          | Période | Identité                                  | Fonction précédente | Observation               |
| ---------------- | ------- | ----------------------------------------- | ------------------- | ------------------------- |
| 6 septembre 1870 | 1872    | Eugène Alexandre Guiter                   |                     |                           |
| 6 février 1872   | 1873    | Jacques de Tracy, marquis                 |                     |                           |
| 1873             | 1876    | Arthur Henri de Faret, marquis de Fournès |                     |                           |
| 1877             | 1879    | Paul Marie Fabre                          |                     |                           |
| 1879             | 1881    | Raymond Saisset-Schneider                 |                     |                           |
| 1881             | 1883    | Louis Bargeton                            |                     |                           |
| 1883             | 1905    | Lefebvre du Grosriez                      |                     |                           |
| 1905             | 1910    | Ernest Moullé                             |                     |                           |
| 1910             | 1913    | Marie Joseph Giraud                       | Préfet du Finistère | Nommé préfet de la Manche |
| 1913             | 1917    | Pierre Génébrier                          |                     |                           |
| 1917             | 1921    | Emile Grimaud                             |                     |                           |
| 1921             | 1925    | Maurice Mounier                           |                     |                           |
| 1925             | 1927    | Paul Mouchet                              |                     |                           |
| 1927             | 1931    | Marcel Paul Louis Grégoire                |                     |                           |
| 1931             | 1932    | Emile Henri Albert Sassier                |                     |                           |
| 1932             | 1939    | André Michel Henri Campion                |                     |                           |
| 1939             | 1940    | Albert Marie Sauvaire                     |                     |                           |

### Préfets du régime de Vichy (1940-1944)
| Période        | Période       | Identité               | Fonction précédente | Observation |
| -------------- | ------------- | ---------------------- | ------------------- | ----------- |
| septembre 1940 | février 1944  | Henri Charles Maillard |                     |             |
| février 1944   | novembre 1944 | Jean Paul Horeau       |                     |             |

### Préfets et commissaires de la République duGPRFet de la Quatrième République (1944-1958)
| Période        | Période        | Identité                            | Fonction précédente  | Observation                 |
| -------------- | -------------- | ----------------------------------- | -------------------- | --------------------------- |
| août 1944      |                | Jean Gotteland                      |                      | [non installé ?]            |
| septembre 1944 | mars 1945      | André Paul Georges Monnier          |                      | Préfet délégué              |
| mai 1945       | septembre 1947 | Louis Joseph Charles Barnabé Martin |                      |                             |
| septembre 1947 | novembre 1947  | Lucien Monjauvis                    | Préfet de la Loire   |                             |
| 1947           | 1951           | René Coldefy                        |                      | Nommé préfet de la Charente |
| 1951           | 1953           | Jean Pierre Abeille                 | Préfet de la Lozère  | Nommé préfet de l'Aude      |
| 1953           | 1957           | Roland Luc Béchoff                  | Préfet de La Réunion | Nommé préfet du Morbihan    |

### Cinquième République (depuis 1958)
| Période           | Période           | Identité               | Fonction précédente | Observation                                      |
| ----------------- | ----------------- | ---------------------- | --- | ------------------------------------------------ |
| 1957              | 1961              | Maurice Grimaud        | |                                                  |
| 1961              | 1963              | Maurice Roche          | |                                                  |
| 1963              | 1967              | Gabriel Gilly          | |                                                  |
| 1968              | 14 juin 1973      | Jean-Pierre Hadengue   | |                                                  |
| 14 juin 1973      | 1er avril 1974    | Jacques Chartron       | | Nommé directeur de la surveillance du territoire |
| 1974              | 8 avril 1976      | Jean Amet              | | Nommé préfet de Saône-et-Loire                   |
| 8 avril 1976      | 1977              | Georges Abadie         | |                                                  |
| 19 juin 1980      | 1982              | Pierre Blondel         | |                                                  |
| 1982              | 1985              | Jean Dusserre          | |                                                  |
| 8 mars 1985       | 1er octobre 1987  | Jean-Louis Dufeigneux  | | Nommé préfet du Gard                             |
| 1er octobre 1987  | 25 juin 1990      | Bertrand Landrieu      | | Nommé préfet de la Manche                        |
| 13 juillet 1990   | 8 avril 1992      | Jacques Lambert        | Préfet de la Nièvre |                                                  |
| 8 avril 1992      | 3 novembre 1993   | Francis Beck           | |                                                  |
| 3 novembre 1993   | 14 novembre 1996  | François Leonelli      | | Nommé préfet du Gard                             |
| 14 novembre 1996  | 7 octobre 1999    | Pierre-Étienne Bisch   | Directeur de l'administration territoriale et des affaires politiques | Nommé préfet de l'Ain                            |
| 20 octobre 1999   | 4 juillet 2002    | Paul Girot de Langlade | Préfet de la Corrèze | Nommé préfet de Vaucluse                         |
| 4 juillet 2002    | 29 avril 2004     | Thierry Lataste        | Haut-commissaire de la République en Nouvelle-Calédonie | Nommé préfet des Pyrénées-Orientales             |
| 29 avril 2004     | 5 juillet 2007    | Christian Sapède       | Préfet du Tarn |                                                  |
| 5 juillet 2007    | 20 mai 2010       | Rémi Thuau             | Préfet de Lot-et-Garonne | Nommé préfet des Côtes-d'Armor                   |
| 27 mai 2010       | 30 juillet 2012   | Christophe Mirmand     | Directeur de la modernisation et de l'action territoriale du ministère de l'intérieur, de l'outre-mer et des collectivités territoriales                                                                                           | Nommé préfet des Alpes-Maritimes                 |
| 30 juillet 2012   | 30 septembre 2015 | Éric Jalon             | | Nommé préfet de la Charente-Maritime             |
| 30 septembre 2015 | 8 décembre 2017   | Denis Labbé            | Préfet de la Haute-Loire |                                                  |
| 8 décembre 2017   | 24 août 2020      | Louis Laugier          | Préfet de l'Aveyron | Nommé préfet du Haut-Rhin                        |
| 24 août 2020      | 10 août 2022      | Pascal Bolot           | Directeur de la protection et de la sécurité de l'État du Secrétariat général de la défense et de la sécurité nationale | Nommé préfet du Morbihan                         |
| 23 août 2022      | 26 mars 2025      | François Ravier        | Préfet de la Haute-Corse |                                                  |
| 26 mars 2025      |                   | Vanina Nicoli          | Préfète, secrétaire générale de la préfecture du Rhône, préfète déléguée pour l'égalité des chances auprès de la préfète de la région Auvergne-Rhône-Alpes, préfète de la zone de défense et de sécurité Sud-Est, préfète du Rhône |                                                  |